# Ziwe Fumudoh
Ziwerekoru «Ziwe» Fumudoh es una comediante y escritora de nigeriana-estadounidense conocida por sus comentarios satírico sobre política, relaciones raciales y la edad adulta joven. Creó el programa de comedia de YouTube Baited with Ziwe y su versión posterior de Instagram Live, fue escritora en Desus & Mero de 2018 a 2020, y en 2018 fue coanfitriona del podcast Hysteria de Crooked Media. Fumudoh protagoniza y es productora ejecutiva de la serie de variedades de Showtime, Ziwe, que se estrenó en mayo de 2021.

## Primeros años y educación
Fumudoh creció en Lawrence, Massachusetts, la segunda de tres hijos de padres que emigraron de Nigeria a los Estados Unidos después de vivir una guerra civil allí.
En 2010, Fumudoh se graduó de la Phillips Academy en Andover, Massachusetts. En 2014, se graduó de la Universidad Northwestern con una doble especialización en radio, televisión y cine y estudios afroamericanos, con una especialización secundaria en escritura creativa: poesía.

## Carrera
Fumudoh fue pasante de verano en Comedy Central durante su tercer año de universidad, trabajando en programas como The Daily Show y The Colbert Report. Durante su último año, hizo una pasantía como escritora para The Onion y tomó clases de improvisación en el iO theatre. Después de graduarse, comenzó a trabajar como guionista en The Rundown with Robin Thede.
En 2017, Fumudoh creó Baited with Ziwe, un programa en YouTube que originalmente presentaba a algunos de sus amigos no negros a quienes ella incitó a cometer errores raciales involuntarios. Fue un programa editado que incluía efectos que resaltaban cuando alguien era "incitado", producido por primera vez a través de su trabajo en Above Average Productions de Lorne Michaels. Durante la pandemia de COVID-19 en 2020, Fumudoh trasladó el programa de YouTube a Instagram Live con nuevos invitados cada semana. La nueva versión no tuvo efectos y los invitados destacados fueron cada vez más notables, entre ellos Caroline Calloway, Alison Roman, Alyssa Milano, y Rose McGowan. Fumudoh hizo a los invitados preguntas directas como "¿Qué te gusta cualitativamente de los negros?" y le pidió a Roman que nombrara a cinco personas asiáticas, lo cual no pudo hacer. Fumudoh dijo que no estaba tratando de cancelar de nadie, pero que los objetivos de su programa eran facilitar buenos debates sobre la raza mientras entretenía a la gente y criticaba el sistema, no a las personas. Por lo general, comenzaba cada programa anunciando: "Este es un programa de comedia".
Fumudoh ha aparecido con frecuencia en Pop Show, un programa en vivo que creó en el Union Hall de Brooklyn en el que interpreta canciones pop originales.
Fumudoh ha escrito chistes para Stephen Colbert. Ha escrito y contribuido con funciones y videos para The Onion desde diciembre de 2013.
En 2018, Fumudoh fue coanfitriona de Hysteria, un podcast de Crooked Media.
En 2019, Fumudoh se unió al elenco de Our Cartoon President como la voz de Kamala Harris. También escribió el episodio de la temporada 3, «Senate Control».[cita requerida]
De 2018 a 2020, Fumudoh fue una escritora en el programa de televisión Desus & Mero. A Forbes reviewer wrote that she had the "confidence of an old comedy pro".
En agosto de 2020, se anunció que Fumudoh estaba escribiendo un libro, The Book of Ziwe, una colección de ensayos humorísticos, para Abrams Books. Su lanzamiento está programado para el 2 de mayo de 2023.
En octubre de 2020, se anunció que Fumudoh trabajaría con Showtime en un nuevo programa de variedades, Ziwe. La primera temporada de seis episodios contó con números musicales, entrevistas con invitados como Gloria Steinem y Andrew Yang, y sketches. Además de presentar el programa del mismo nombre, Fumudoh también escribe y produce. El espectáculo se destaca por sus decorados coloridos, números musicales y disfraces salvajes llenos de accesorios, en los que Fumudoh colaboró con la diseñadora de vestuario Pamela Shepard-Hill.
En 2021, Fumudoh escribió para la serie de televisión Dickinson y apareció en dos episodios como Sojourner Truth.
También en 2021, interpretó a Sophie Iwobi, una comentarista de comedia en un programa nocturno parecido a Ziwe, en un episodio de la tercera temporada de Succession . El personaje se diseñó para parecerse más a Fumudoh después de que fue elegida.
Fumudoh también ha escrito para publicaciones como The Riveter Magazine, Reductress, The Daily Dot, Into The Gloss—donde escribió una columna llamada "Operation Goo Goo Gah Gah"—Vulture—donde escribió resúmenes de televisión, y The New Yorker.

## Filmografía
| Año       | Título                                        | Rol                                                                                 | Notas                                     |
| --------- | --------------------------------------------- | ----------------------------------------------------------------------------------- | ----------------------------------------- |
| 2017–2018 | The Rundown with Robin Thede                  | Escritora                                                                           | 7 episodes                                |
| 2018–2020 | Desus & Mero                                  | Escritora                                                                           | 66 episodios                              |
| 2019–2020 | Our Cartoon President                         | Escritora; Actriz de voz como Kamala Harris, Hollywood Hotshots y varios personajes |                                           |
| 2020–2021 | Stephen Colbert Presents Tooning Out The News | Actriz de voz                                                                       |                                           |
| 2021      | Ziwe                                          | Productora, Creadora, Escritora, Actriz                                             |                                           |
| 2021      | Succession                                    | Sophie Iwobi                                                                        | Episodio: «The Disruption»                |
| 2021      | Dickinson                                     | Sojourner Truth                                                                     | Actriz y también escritora en 2 episodios |
| 2022      | That Damn Michael Che                         | Ella misma                                                                          | Episodio: «Black Mediocrity»              |

## Discografía
- 2020: Generation Ziwe (EP)[16]